# Carapa guianensis
Espèce
Répartition géographique
Statut de conservation UICN

 LC  : Préoccupation mineure
Synonymes
- Amapa guinaensis (Aubl.) Steud.
- Carapa latifolia Willd. ex C. DC.[2]
- Carapa macrocarpa Ducke[2]
- Carapa nicaraguensis C. DC.
- Carapa slateri Standl.
- Granatum guianense (Aubl.) Kuntze[2]
- Granatum nicaraguense (C. DC.) Kuntze
- Guarea mucronulata C. DC.[2]
- Persoonia guareoides Willd.[2]
- Xylocarpus carapa Spreng.[2],[3]

Carapa guianensis Aubl. est une espèce de plantes de la famille des Meliaceae et du genre Carapa.

Il est connu en Guyane sous les noms de Carapa, Karapa, Krapa (Créole), Carapa (karib), Yanɨ (Wayãpi), Tiβiru (Palikur, de tiβiye, « amer »), Andiroba (Portugais).

NB : on distingue en Guyane deux carapas selon la couleur du bois : Carapa rouge et blanc chez les (Créole)s, gani pilã et Sĩ chez les Wayãpi, mais cette distinction ne correspond pas aux deux espèces présentes sur le territoire, Carapa guianensis et Carapa surinamensis A. DC..
Au Suriname, on l'appelle (Hoogland) Krappa. 
Au Guyana, on le nomme Crabwood (Créole), Karaba (Arawak signifiant arbre à huile, à graisse), Karapa (Carib), Hioru (Warao).

## Description
Carapa guianensis est un arbre à feuillage caduque ou semi-sempervirent atteignant 10-25(55) m de haut, pour 95 cm de diamètre, avec une couronne fournie, très dense ou de plusieurs branches dressées ou arquées.
Le tronc cynlindrique peut produire des contreforts atteignant 2 m de haut.
Les jeunes branches sont épaisses, brun roussâtre, lenticellées.
L'écorce externe est lisse, gris clair à brun grisâtre, parfois rougeâtre, lenticellée, floconneuse sur les arbres plus âgés, avec des fissures peu profondes, produisant des écailles plates, des plaques presque carrées ou des bandes horizontales.
L'écorce interne est épaisse de 7 à 10 mm, fibreuse, de couleur brun rosâtre à rouge foncé ou rouge, et produit un peu d'exsudat brun, avec une odeur et un goût amer.
Le bois est rosâtre, dense de 5,6 à 6,7 à l'état sec, et 0,84 à 1 à l'état frais.
Les feuilles sont de couleur rose ou rouge brillante lorsqu'elles sont jeunes, alternes, paripennées, regroupées à l'extrémité des petites branches, et se terminent souvent par un vestige de foliole tomenteux, glandulaire ou verni. 
Le pétiole à base pulvinée, est long d'environ 16 cm.
Le rachis, est long de 50-75 cm, et porte des lenticelles et des nectaires extra-floraux à l'insertion des paires de folioles et à son extrémité.
Les pétiolules pulviné mesurent 4-15 mm de long. 
On compte (4)8-14(16) paires de folioles, longues de (10-)18-30(-35) cm pour 5-12 cm de large, opposées, glabres, coriaces, vert brillant brillant sur le dessus, de forme généralement elliptique à elliptique-lancéolé ou elliptique-oblong, à base arrondie asymétrique, effilé à partir du milieu et s'atténuant en un apex arrondi, obtus ou largement acuminé. 
La nervure médiane est glabre ou avec quelques poils simples, en particulier au sommet de l'apex.
On compte 6-20 paires de nervures secondaires.
L'inflorescence axillaire ou terminale, est largement ramifiée, de type panicule ou thyrses, longue de 20-60(80) cm, avec des cymules terminales regroupées, sous-tendue par des bractées stériles subulée, parfois couverte d'une pubescence écailleuse.
Le pédoncule est long d'environ 6 cm.
Les fleurs sub-sessiles, sont actinomorphes, rassemblées au bout des ramifications, cireuses, de couleur blanche ou blanc crème, légèrement parfumées musquées, et unisexuées.
Le calice comporte 4 lobes ovés ou arrondis, à marge ciliée, glabres ou parfois couverts d'un tomentum farineux épars, longs de (1-)1,5-1,75(2) mm (les deux sépales extérieurs sont plus petit que ceux intérieurs). 
On compte 4 pétales blanc verdâtre, ciliés, libres, ové à obovales, longs de (4)4,5-6(8) mm. 
Le tube staminal est cylindrique ou en forme de coupe, souvent orange à l'apex, long de 3,5-5 mm, avec des appendices tronqués à la marge, émarginés ou irrégulièrement lobés, et glabres.
les 8 anthères sont sessiles. 
L'ovaire est quadrangulaire, glabre, à 4 loges, partiellement enfoncé dans un nectaire annulaire ou patelliforme, fortement strié. 
L'ovule contient 3-4(-6) loges. 
Le style est long de 1,5-2 mm avec un stigmate discoïde, épais, glanduleux. 
Les pistillodes sont longs de 3-5 mm.
Le fruit est une capsule marron, globuleuse à largement ovoïde, glabre, mesurant 7-9 (12) x 5-7 (10) cm, quadrangulaire avec 4 crêtes verruqueuses longitudinales, déshiscente par 4 valves quasi-ligneuses. 
Chaque valve abrite (2-)3-4(-6) graines anguleuses, pyramidales de 4-5 cm de diamètre, lisses ou minutieusement piquetée, à sarcotesta brun foncé à orange,,,.

## Répartition
On rencontre Carapa guianensis en Amérique centrale, le long de la côte atlantique depuis le Belize (jusqu'à la côte Pacifique au Costa Rica), au nord de l'Amérique du sud en passant par les Antilles, la Colombie, Trinidad et Tobago, le Venezuela, le Guyana, le Suriname, la Guyane, l'Équateur, le Pérou et au Brésil (bassin de l'Amazone, Maranhão),.

## Écologie
Carapa guianensis est un grand arbre commun dans les forêts anciennes et les vieilles forêts secondaires. Il pousse généralement sur des sols marécageux le long des rives des rivières, dans les forêts inondées de manière temporaire ou permanente, aux bords des marais d'arrière-mangroves, sur les rives des cours d'eau et dans les forêts basses, depuis le niveau de la mer jusqu'à 400(–1 400) m d'altitude,,.
En Guyane, il fleurit en octobre-décembre et fructifie en mars-avril, et est commun dans les forêts sur sol bien drainé.
Dans le nord-ouest du Guyana, il est fréquent dans les forêts à Mora et les forêts mixtes, fructifie de fin octobre à novembre (et d'avril à juillet dans d'autres régions du Guyana). Les graines sont dispersées par des rongeurs (comme l'agouti), des singes et l'eau.
À la saison des pluies, des poissons pénètrent dans les forêts inondées, pour manger les fruits, feuilles et graines de Carapa guianensis. 
La structure de ses populations a été étudiée, notamment concernant ses conséquences pour la récolte des graines.

## Utilisation
Le genre Carapa, présente une large aire de répartition (incluant l'Afrique forestière) et fait partie des plantes caractéristiques des civilisations indigènes d'Amérique tropicale.
Aussi, la littérature tant ethnographique que botanique sur les propriétés de Carapa guianensis est abondante.

### Bois
Le bois de Carapa guianensisest très exploité. Il est utilisé pour divers usages (bois massif, plaquage, déroulage, contreplaqué, charpente, menuiserie, etc. et notamment pour la construction de meubles, de maisons et de bateaux. On emploie aussi ce bois pour des usages particuliers tels que les pagaies, les canoës, les cols de guitares de banjos de Santa_Rosa,_Guyana (en),. 

### Plante ornemental
Il est parfois utilisé en ornemental, comme arbre d'alignement.

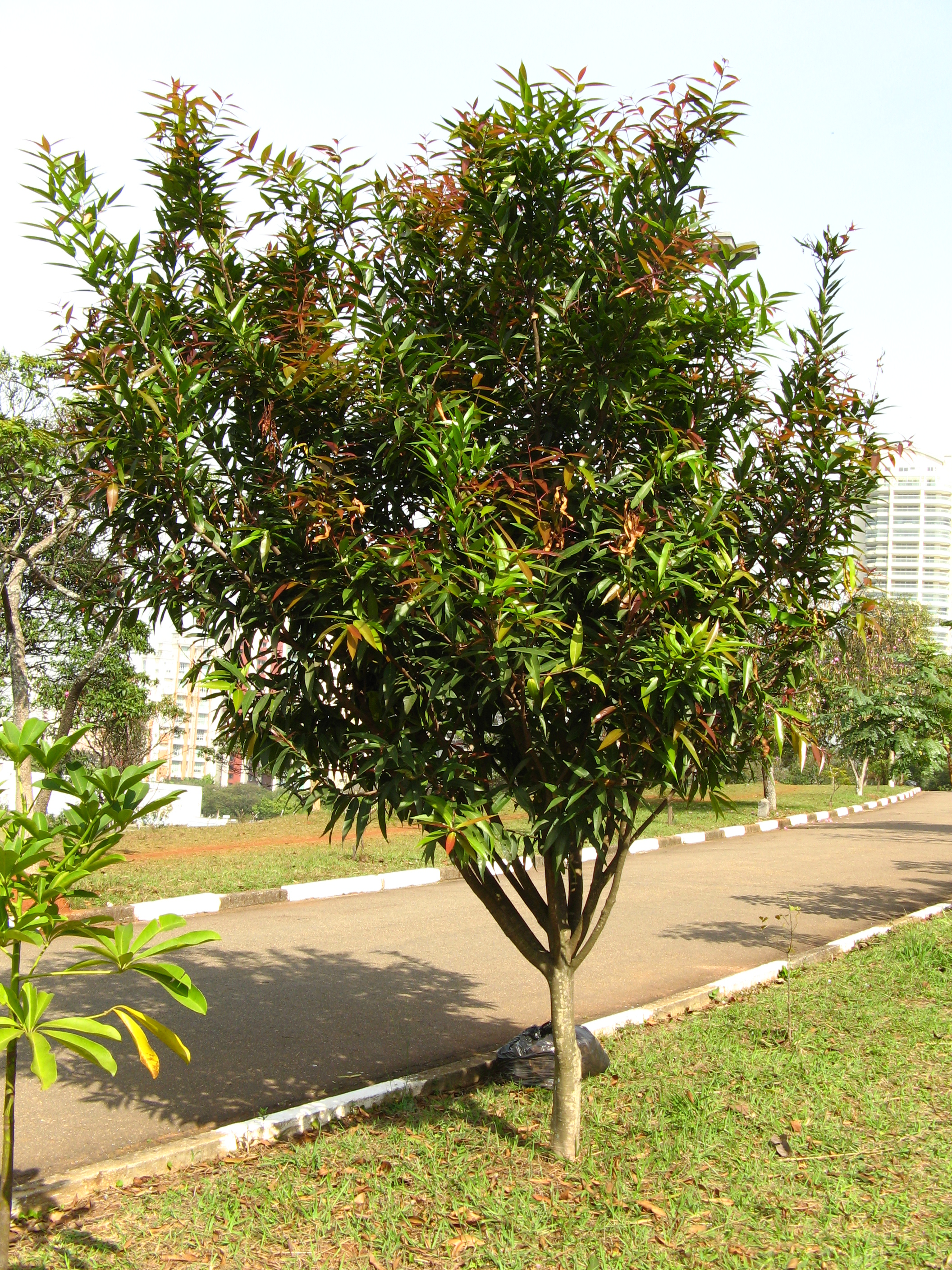
Jeune pied de Carapa guianensis planté comme ornemental à São Paulo (Brésil)
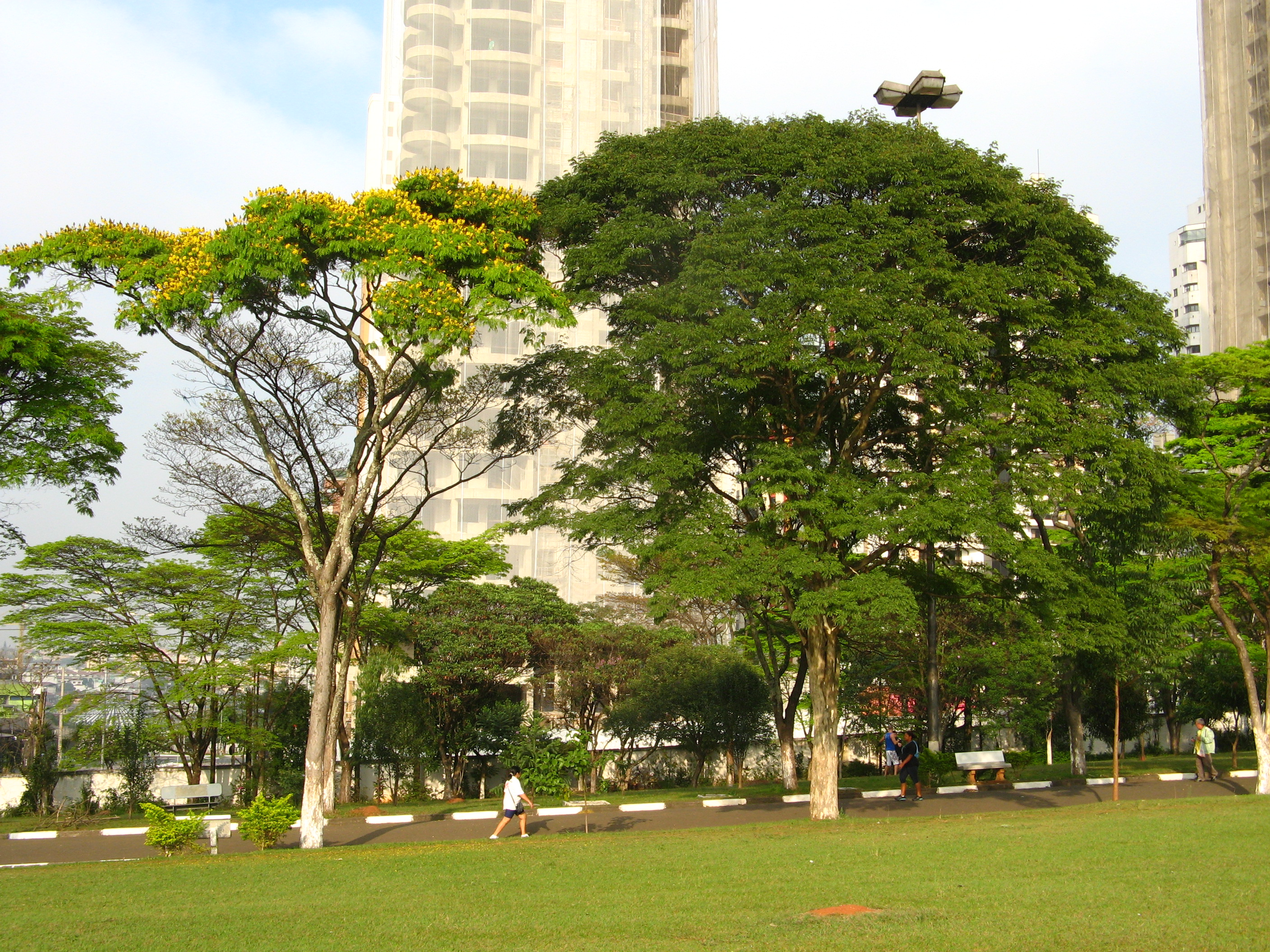
Pied de Carapa guianensis planté comme ornemental
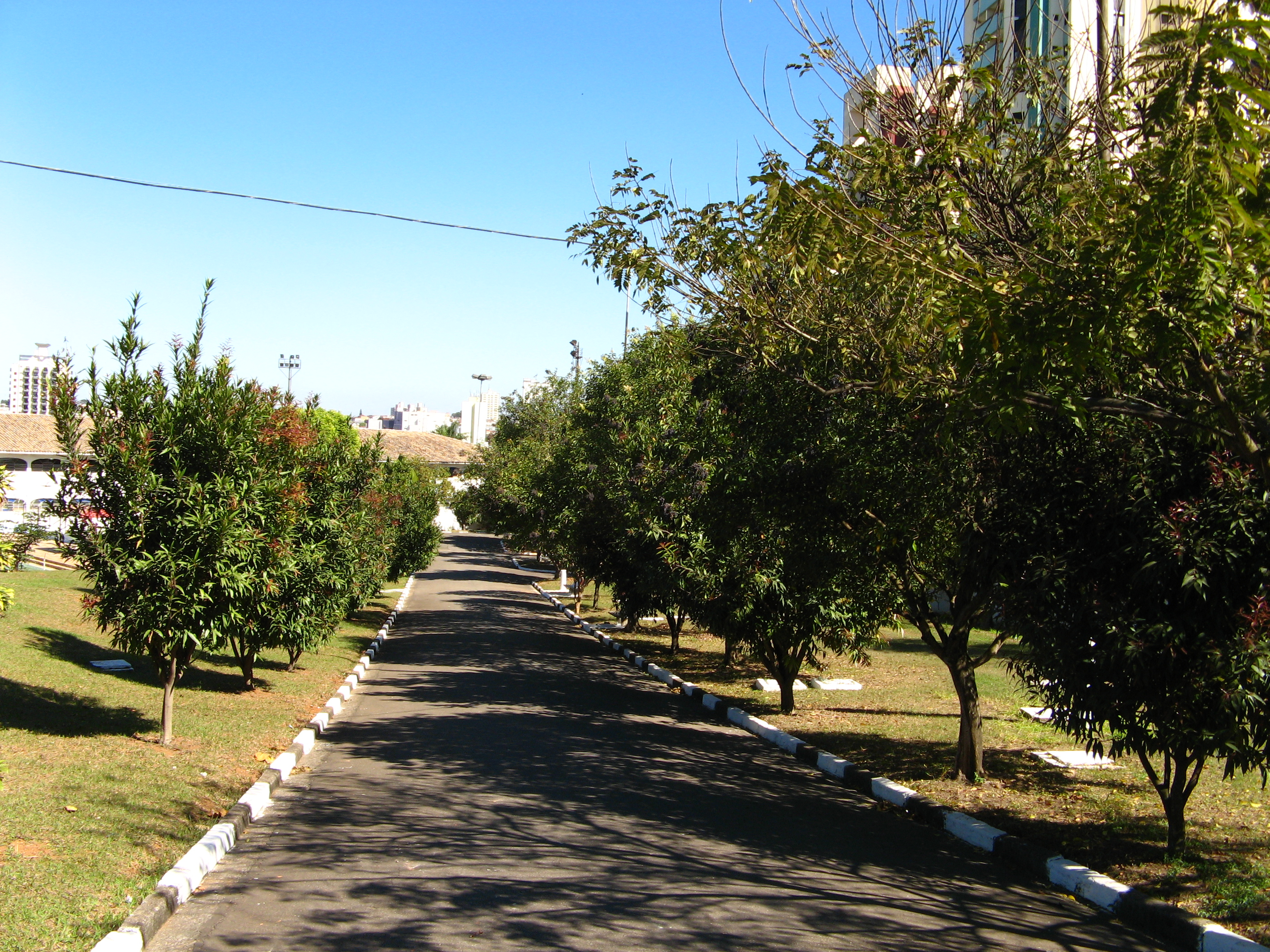
Jeunes pieds de Carapa guianensis plantés en alignement comme ornemental à São Paulo (Brésil)
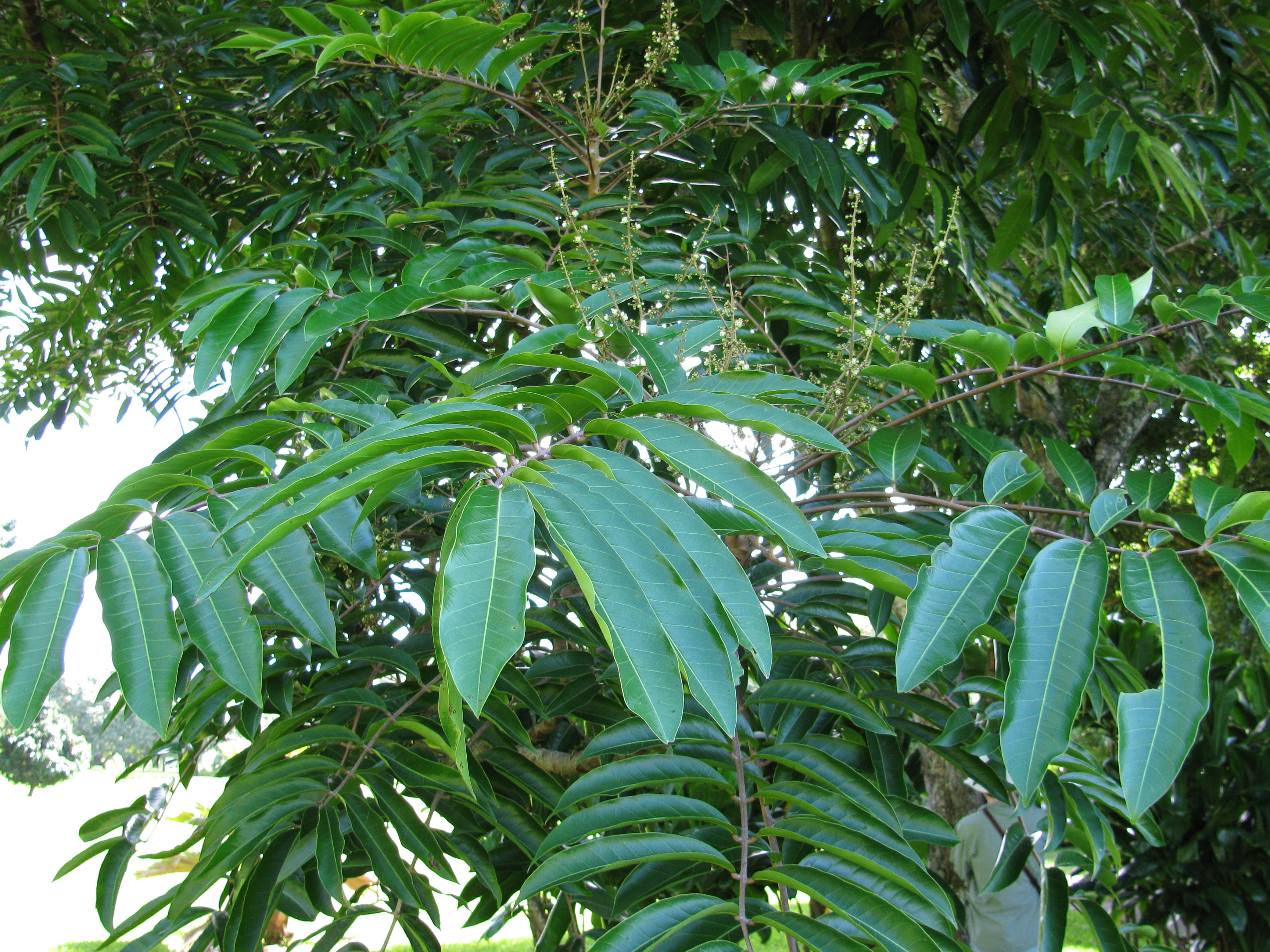
Feuillage et inflorescences de Carapa guianensis planté au jardin Kahanu Gardens NTBG Kaeleku Hana (Maui, Hawaï)

### Plante médicinale, etc.
L'ensemble des parties de la plante présente une forte amertume, mais en général, seules les graines et/ou l'écorce sont utilisées à des fins médicinales.
En Guyane, L'écorce sèche ou fraîche, en infusion ou en macération, aurait des propriétés vermifuges et anti-dysenteriques,.
Les Aluku emploient la décoction d'écorce séchée au soleil pour soigner les mycoses de l'aine, les ulcères de leishmaniose, les plaies (soo) et les coupures (koti). La poudre d'écorce séchée au soleil peut aussi être appliquée localement.
Aublet rapporte en 1775 l'usage par les Galibis de l'extrait du suc des feuilles sur les « pians » (leishmaniose?).
À la différence des graines, les feuilles, fruits et écorces du tronc présentent quelques propriétés bactéricides. Les triterpènes présents dans les graines et les écorces du tronc seraient à l'origine des propriétés anti-inflammatoires de l'huile.
En Amazonie brésilienne l'écorce sert à faire une infusion amère vermifuge, fébrifuge et tonifiante.
Les Caboclos du bas Amazone utilisent cet arbre pour soigner les « problèmes utérins » et la blesse (desmentidura).
Les amérindiens du nord-ouest du Guyana le prescrivent pour traiter le paludisme et les ulcères causés par la leishmaniose, et pour soigner plaies et coupures. 
Les Tiriyó du Brésil, emploient l'écorce pour éviter les dépôts de pus.
Au Guyana, les pêcheurs Warao et Koriabo (en) (Barima) emploient les graines rôties avec des techniques particulières pour appâter et pêcher les poissons « Maroc » (Myleus sp.)
La raclure d'écorce interne est employée pour soigner des plaies cutanées (en application fraîche ou légèrement chauffée et pressée). Elle sert aussi à confectionner des remèdes contre les maux d'estomac, les troubles intestinaux, les maux de tête, l'hypertension artérielle, les rhumatisme, le paludisme, la diarrhée, les ulcères de leishmaniose est les brûlures graves de la peau.
Carapa guianensis présente des propriétés répulsives anti-moustique, et larvicides efficaces sur Aedes albopictus, vecteur de la dengue, anti-inflammatoires, anti-oedemateuses et analgesiques.
Les extraits de feuilles de Carapa guianensis ont été utilisées pour soigner les ulcères, les parasites de la peau et les maladies de peau, et présentent des propriétés antibactériennes.

### Huile de Carapa
On tire de ses graines la célèbre « huile de carapa », de couleur crémeuse, dégageant une forte odeur et au goût très amer.
Fabriquée artisanalement par toutes les communautés traditionnelles des Guyanes, elle est également utilisée industriellement dans la savonnerie au Brésil et au Guyana.
Pour son extraction, les graines peuvent être bouilles plusieurs heures et la pâte de cotylédons que l'on en tire est déposée sur une surface inclinée disposée de préférence au soleil, et l'huile qui s'en écoule doucement est récupérée dans un flacon.
Trois arbres de taille moyenne produisent l'équivalent d'un sac de riz de graines (100 lb), ce qui permet d'extraire environ 5 L d'huile.
Cette huile protège contre la pluie et le froid, a des effets calmants et antiinflammatoires sur les démangeaisons.
Elle sert aussi à soigner les problèmes peaux sèches ou crevassées, muguet chez les bébés, le soin des cheveux, les petites plaies, les gonflements, et les égratignures pour prévenir les infections.
Elle constitue surtout un puissant répulsif contre les insectes et parasites (chiques, moustiques, poux, poux d'agouti, gale, tiques... ).
On s'en sert pour dissoudre le roucou chez de nombreuses populations amérindiennes, pour réaliser des peintures corporelles et autres protections magiques.
L'huile est également barbouillée sur les flèches et les arcs pour les empêcher de moisir,,,,,,, et encore d'autres usages,.

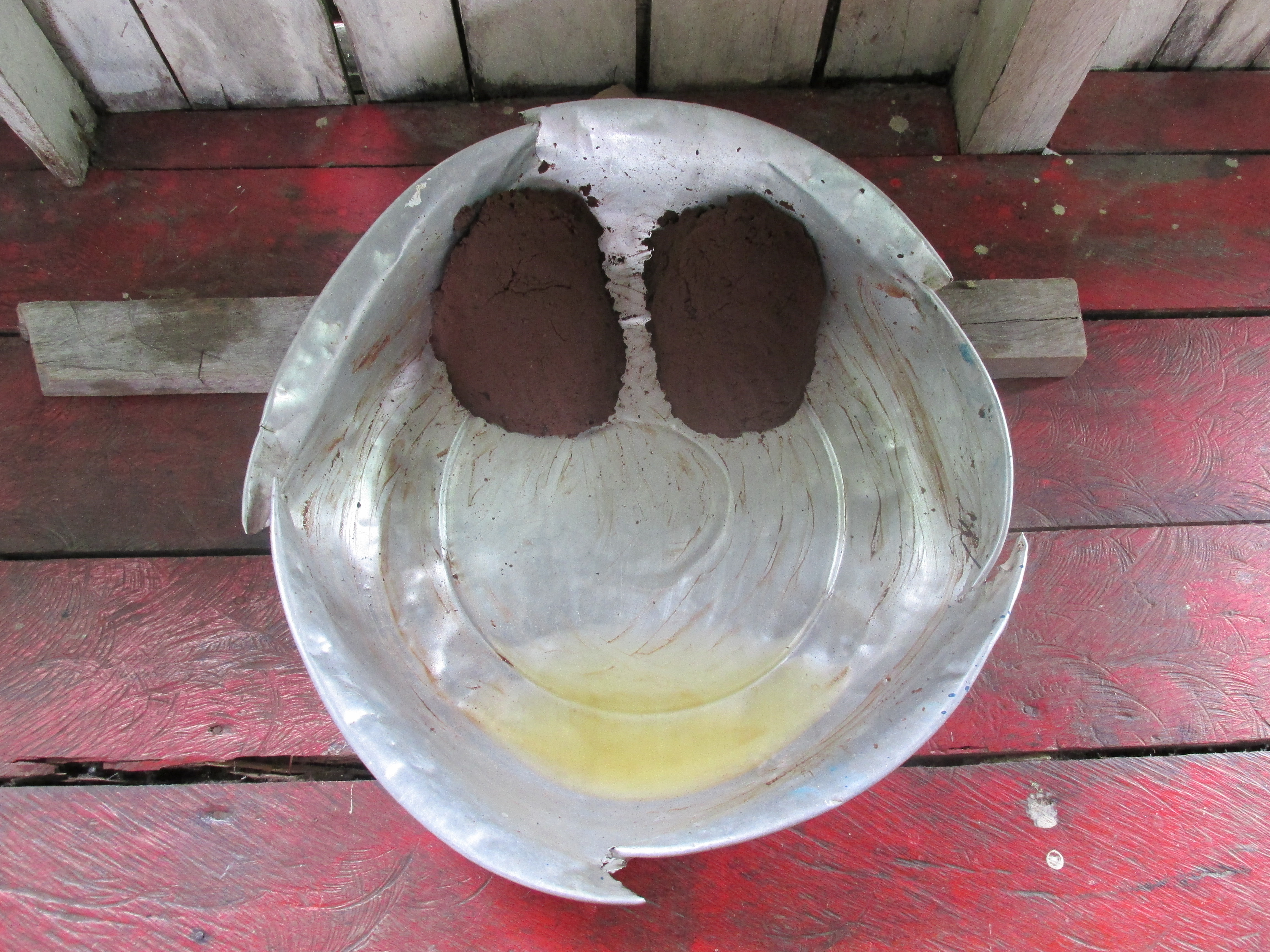
Extraction traditionnelle de l'huile des graines de Carapa guianensis
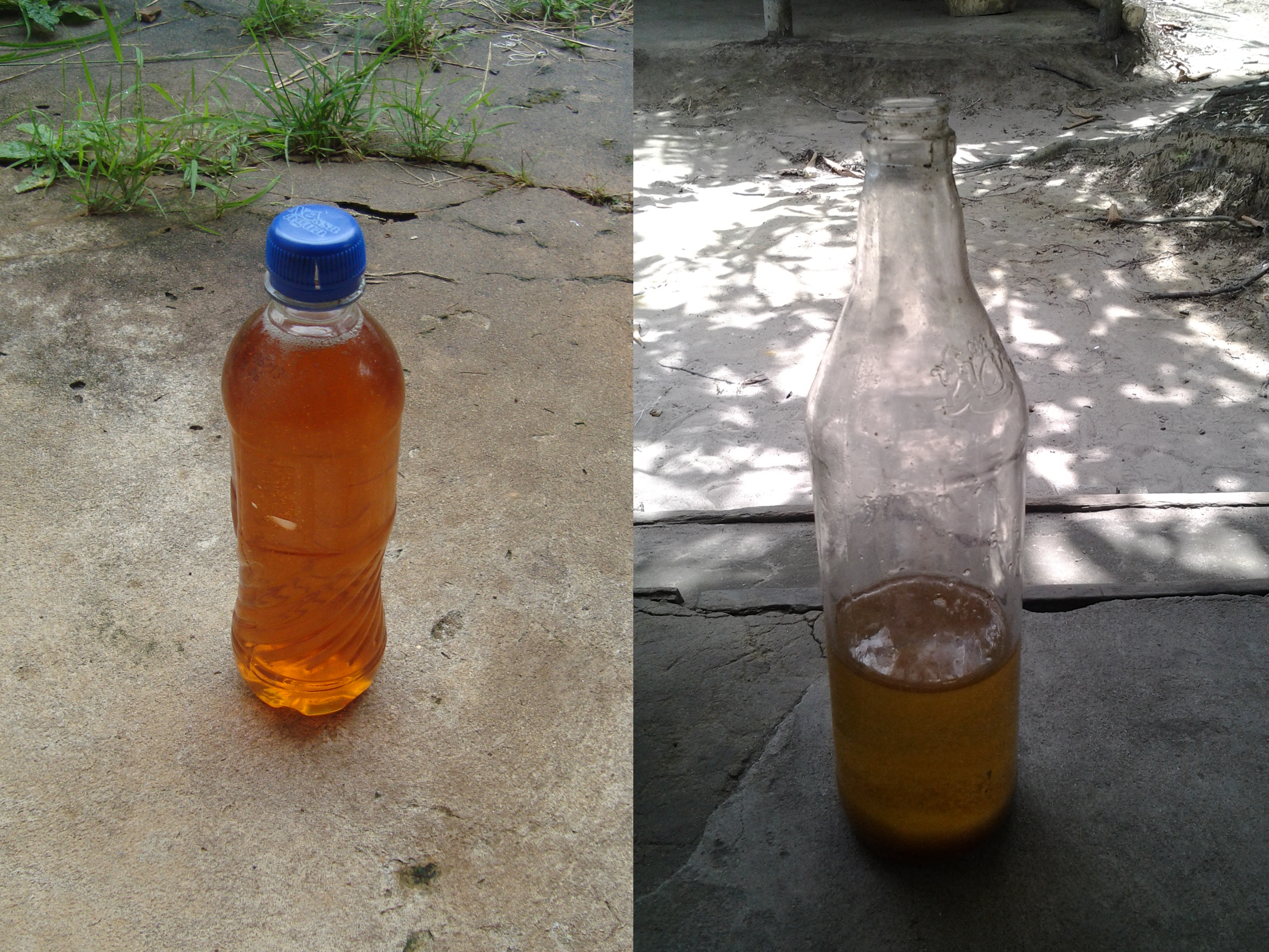
Huile de Carapa
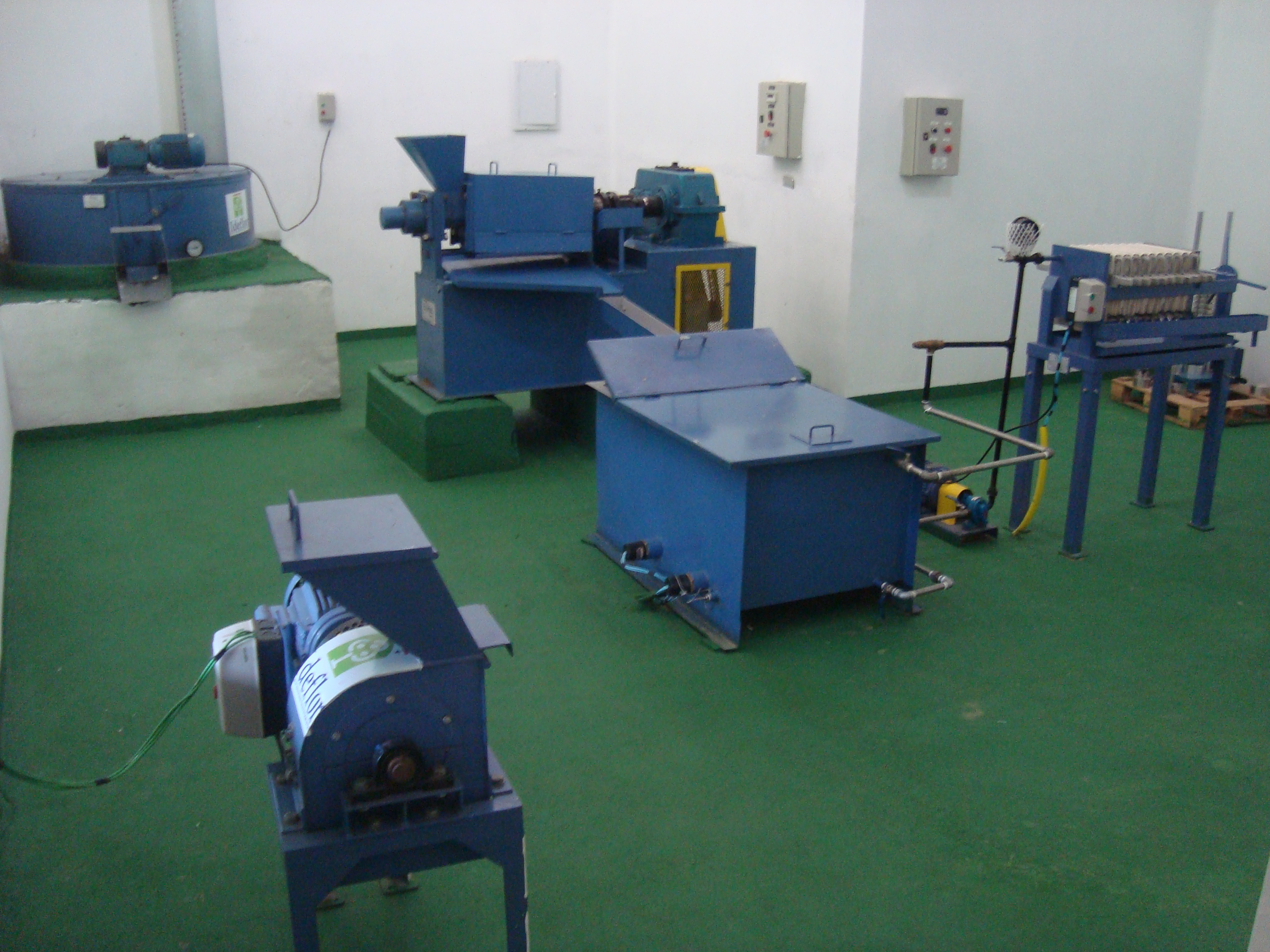
Machines d'extraction d'huile de Carapa guianensis

En Guyane, les Palikur associent cette huile avec des extraits de Helia alata et Potalia amara pour un traitement contre la gale. Ils utilisent aussi la décoction de l'écorce pour lutter contre l'acné sur le visage, et pour des régimes amaigrissants,.
Les Tiriyó emploient l'écorce du carapa de la même façon.
Les Wayãpi emploient aussi cette huile comme liniment en cas de fatigue après la chasse.
Il sert d'adjuvant chez les Créoles dans de nombreuses préparations pour le soin de la peau, comme fébrifuge et contre les maux de gorge des enfants.
L'huile de carapa est relativement coûteuse, joue un rôle non négligeable dans l'économie locale. Certaines pharmacies du Guyana utilisent l'huile de carapa pour produire de façon industrielle du savon, des bougies et du répulsif contre les insectes,.
L'administration aiguë d'huile de Carapa guianensis ne présente pas d'effets toxique significatif sur les rats et les rates gestantes.

### Chimie
Selon des analyses, l'huile de carapa est principalement composée de :
- acide oléique 49,7 %
- acide palmitique 30,7 %
- acide linoléique 9,0 %
- acide stéarique 6,9 %
- acide arachidique 2,0 %
- acide hexadécénoïque 1,0 %
- acide linolénique 0,7 %.

Les composés amers de l'huile sont des méliacines (terpènes oxygénés proches des quassinoïdes) dont l'andirobine et la 6α-hydroxygédunine. 
On a isolé 7 composés chimiques dans les extraits de Carapa guyanensis (epoxyazadiradione, 6α-acetoxy-epoxyazadira-dione, 6α-acetoxygedunine, 6α-hydroxygedunine, 7-deacetoxy-7-oxogedunine, andirobine, et methyl angolensate), et 9 ont été isolées dans ses brindilles (1,3-di-benzene carbon amine-2-octadecylic acid-glyceride, hexacosanoic acid-2,3-dihydroxy-glyceride, acide ursolique, naringinine, scopoletine, 3,4-dihydroxymethylbenzoate, 2,6-dihydroxymethylbenzoate, acide tetratriacontanoique, et acide triacontanoique).

## Protologue

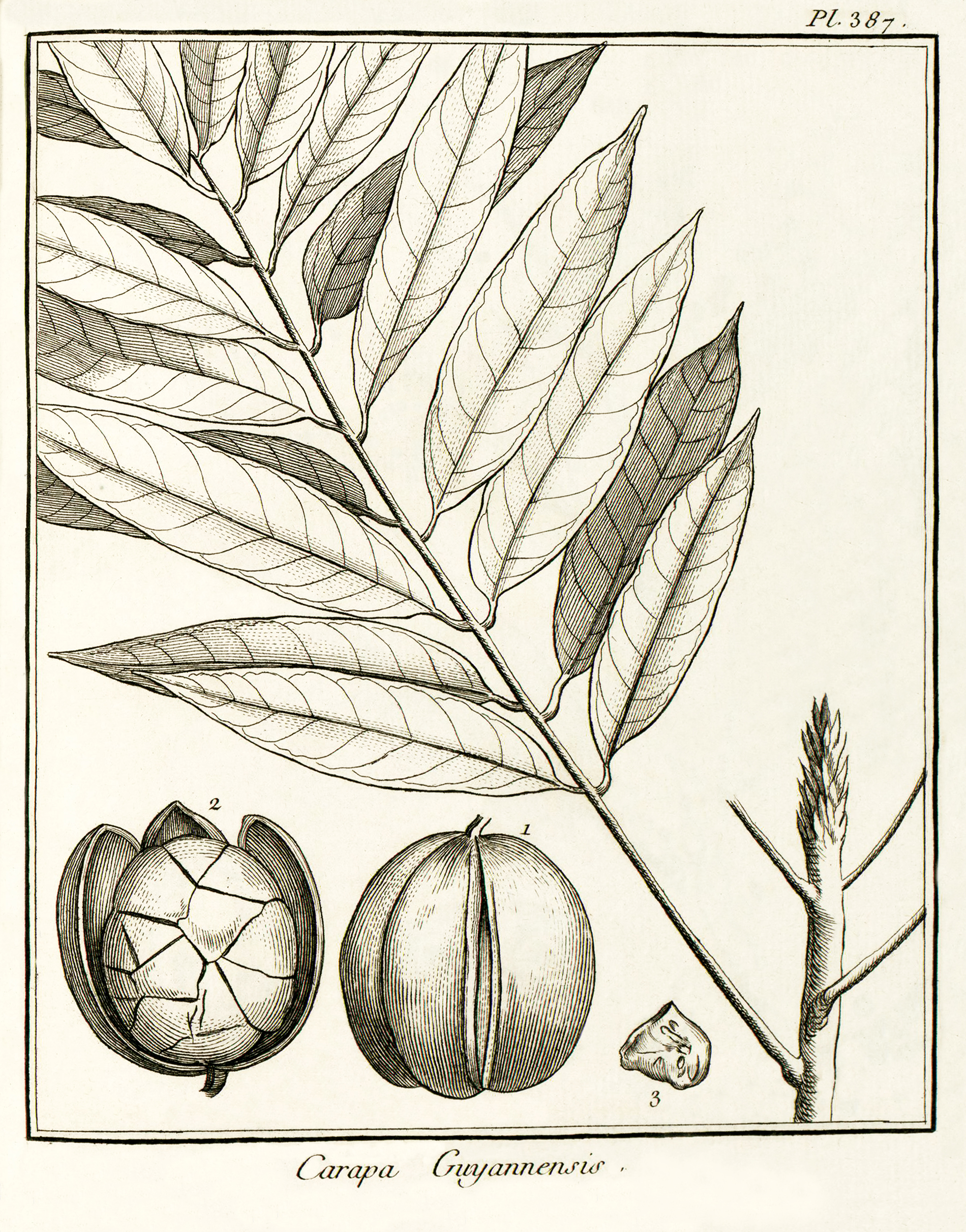
Carapa guyannensis par Aublet (1775)
Planche 287. - 1. Capſule - 2. Capſule ouverte. Amandes. - 3. Amande.

En 1775, le botaniste Aublet propose le protologue suivant : 

« CARAPA Guianenſis. (TABULA 387.)
Arbor ampliſſima & altiſſima, trunco ſexaginta aut octogintapedali, ad ſummitatem ramoſo. Folia alterna, pinnata ; foliolis plurimis, oppoſitis & alternis, uni coſtæ cylindracea ad baſim craſſiori adnexis; folia oblongo-ovata, acuta, petiolata, glabra, rigida, integerrima. Fructus racemoſi, axillares ; capsula magna, orbiculata, fuſca, quatuor coſtis convexis diſtincta, unilocularis, quadrivalvis ; capſulis lignoſis, craſſis, apice ad baſim dehiſcentibus & deciduis. 
Nuces angulata, ità inter ſe diſpoſitæ, ut ſimul unitæ maſſam ovatam efforment. Putamen fragile : amygdala alba, anguloſa ; carne durâ, amarâ, è quâ contuſâ. oleum extrahitur ad varios uſus.
Fructum ferebat Maio & Junio.
Habitat in ſylvis Guianæ.
Nomen Caribæum CARAPA, & etiam Y-ANDIROBA.
Accedit ad granatum littoreum. RUMPH. Amb. lib.4.cap.52.pag.92.tab.61.tom.3.CARAPÆ ſpecies videtur hæc arbor.

LE CARAPA de la Guiane.
Cet arbre eſt un des plus grands de la Guiane. Son tronc a ſoixante & quatrevingt pieds de haut, ſur trois ou quatre pieds de diamètre. Son écorce eſt épaiſſe & griſâtre. Son bois eſt blanchâtre. Les branches, qui partent de ſon ſommet, ſont rameuſes, s'étendent horiſontalement, ou s'élèvent perpendiculairement. Elles ſont chargées de feuilles rangées alternativement les unes au deſſus des autres. Ces feuilles ſont ailées, à deux rangs de folioles, diſpoſées près à près ſur une côte commune, Tantôt alternes, & Tantôt oppoſées ; elles ſont terminées par une paire. La côte à trois pieds de longueur. Elle eſt cylindrique : la partie inférieure, longue d'un pied, eſt nue : elle eſt attachée au rameau par une baſe groſſe & charnue. L'on, compte juſqu’à dix-neuf paires de folioles. Ces folioles ſont vertes, liſſes, longues, de forme ovale, fort allongées, & terminées par une longue pointe. Leur longueur eſt d'un pied, ſur trois pouces de largeur. Leur pédicule eſt court, charnu, ridé. 
Je n'ai pas pu obſerver les fleurs de cet arbre. Il n'avoit que des fruits en maturité, tels que je les vais décrire. 
Le fruit eſt irrégulier, à quatre côtes arrondies: il a quatre pouces de diamètre, & vient par grappes. C'eſt une capsule ſèche dont l'écorce a deux lignes d'épaiſſeur, & s'ouvre de la pointe à la baſe en quatre valves. Son intérieur eſt rempli par pluſieurs amandes irrégulières, anguleuſes, portées les unes contre les autres, ſéparées par une membrane ſèche. Ces amandes ſont couvertes d'une peau rouſſâtre, dure & coriace. L'amande eſt d'une ſubſtance blanche, fermé & ſolide. 
Cet arbre eſt nommé CARAPA par les Galibis, & Y-ANDIROBA par les Garipons, transfuges d'une colonie Portugaiſe établie au-deſſus de l'embouchure de la rivière des Amazones. 
Cet arbre ſe trouve dans preſque toutes les forêts de la Guiane, & ſur-tout à Caux. On tire, des amandes de ce fruit, une huile connue ſous le nom d'huile de Carapa. Les Galibis ſont bouillir ces amandes dans l'eau. Ils les retirent enſuite & les mettent par monceaux pendant quelques jours, enſuite ils les dépouillent de leur peau, les écraſent ſur des pierres comme on fait à l'égard du Cacao, ou bien ils les pilent dans des mortiers de bois, & en ſont une pâte qu'ils rangent ſur les faces d'une dale creuſée en gouttiere, & un peu inclinée, & expoſée à l'ardeur du ſoleil. La pâte en cet état laiſſe ſuinter l'huile dont elle eſt imprégnée ; cette huile ſe ramaſſé dans le fond de la gouttiere, & va ſe rendre dans une calebaſſe qui eſt placée à ſon extrémité pour la recevoir. 
Les Nègres de quelques habitations le contentent de mettre la pâte des amandes dans une coleuvre, eſpèce de chauſſe que l'on charge de poids pour comprimer la pâte, & lui faire rendre toute l'huile quelle peut contenir, laquelle huile tombe dans un vaſe place au deſſous, ce qui eſt la même pratique que l'on obſervé pour preſſer le Magnoc. 
Cette huile eſt épaiſſe & amère. Les Galibis, & d'autres peuples de la Guiane la mêlent avec du Roccou, ils en enduiſent leurs cheveux & toutes les parties de leur corps, & prétendent par-la ſe préſerver des piquures de différents inſectes, & ſurtout des chiques. Cette huile ainſi appliquée peut encore leur être ſalutaire en les garantiſſant des impreſſions de l'humidité, à laquelle ils ſont ſi ſouvent expoſés étant toujours nuds, & habitant les bois dans un pays ou les pluies ſont ſi fréquentes & ſi abondantes. 
Le tronc de cet arbre fournit des mâts eſtimés par les marins. J’ai vu pendant mon ſéjour à Caïenne matter un navire avec des mâts tirés de cet arbre. 
Cet arbre eſt une eſpèce de celui que RUMPHIUS a décrit & figuré fous le nom de Granatum littoreum. Hiſt. Amboïn. lib.4. chap.52. pag.92. tab.61. tom.3. »

— Fusée-Aublet, 1775.

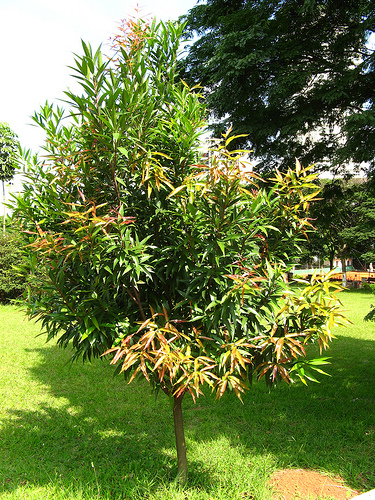
Jeune pied de Carapa guianensis
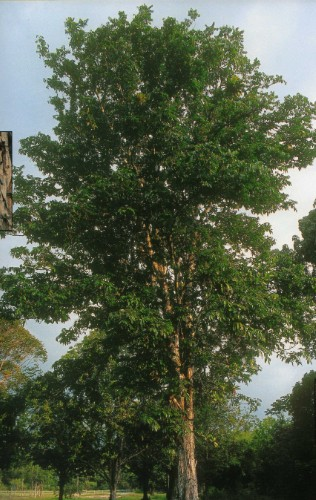
Pied de Carapa guianensis
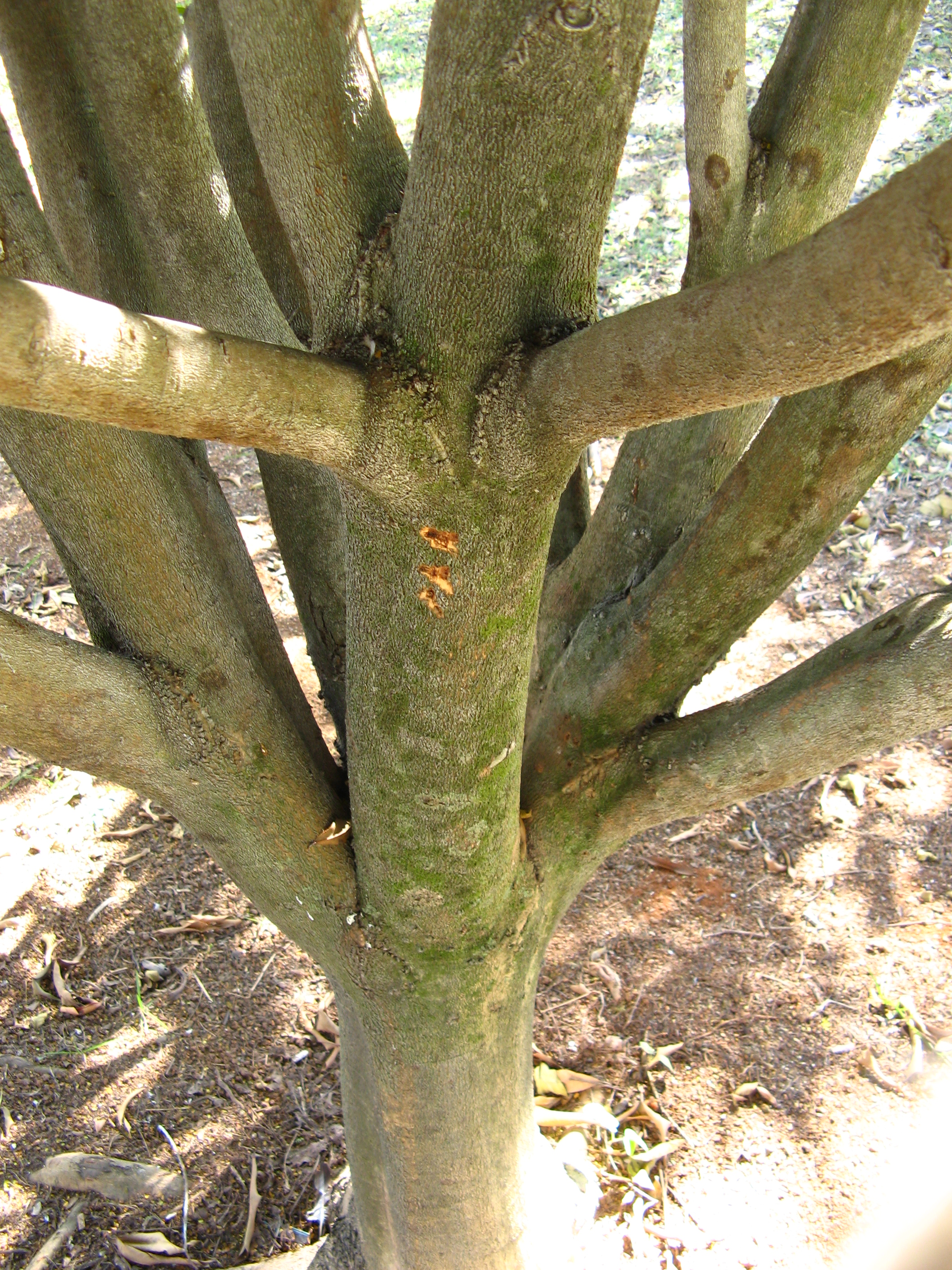
Branchaison de jeune Carapa guianensis
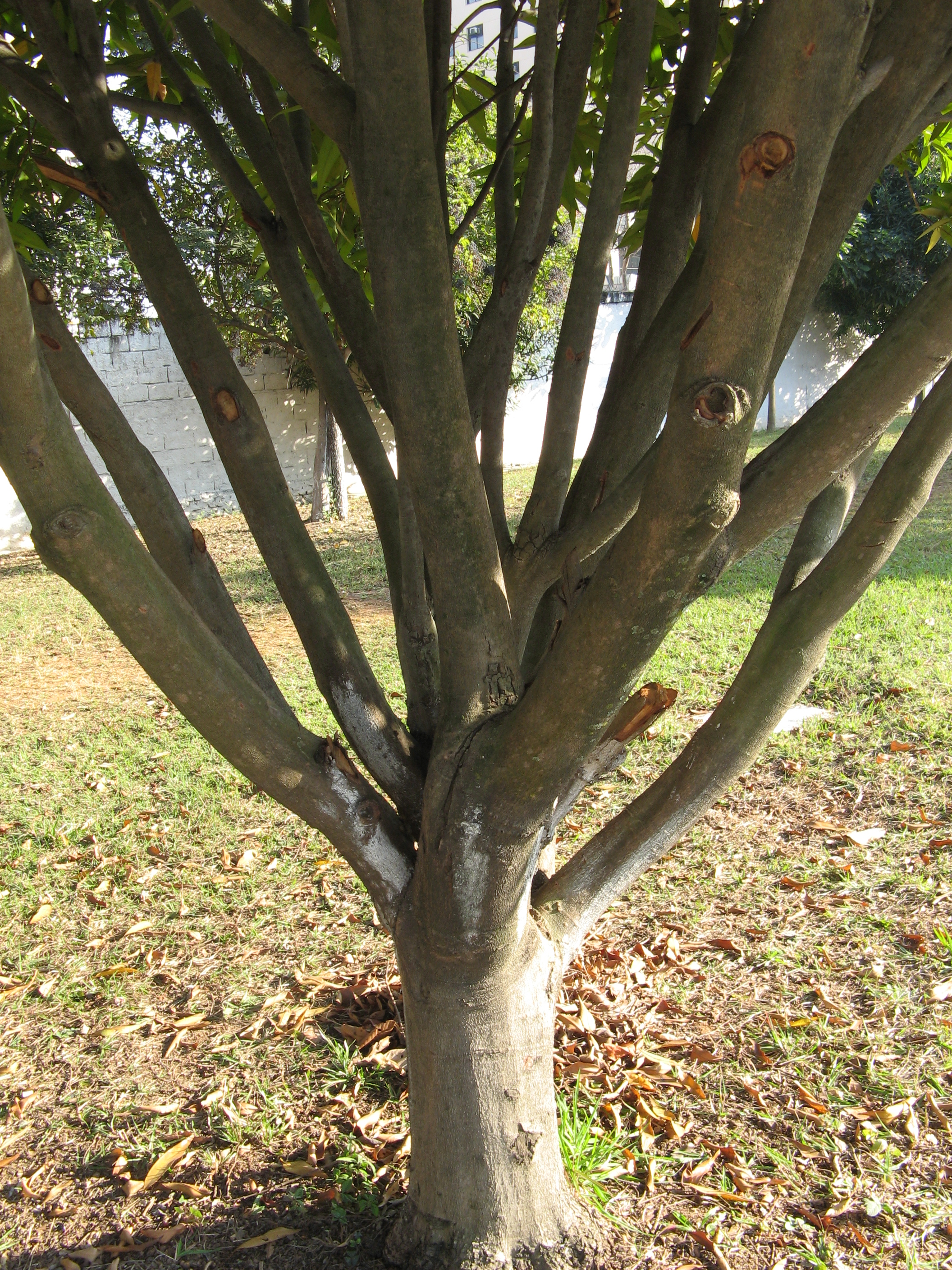
Branchaison de jeune Carapa guianensis
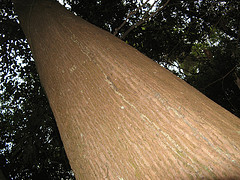
Tronc de Carapa guianensis
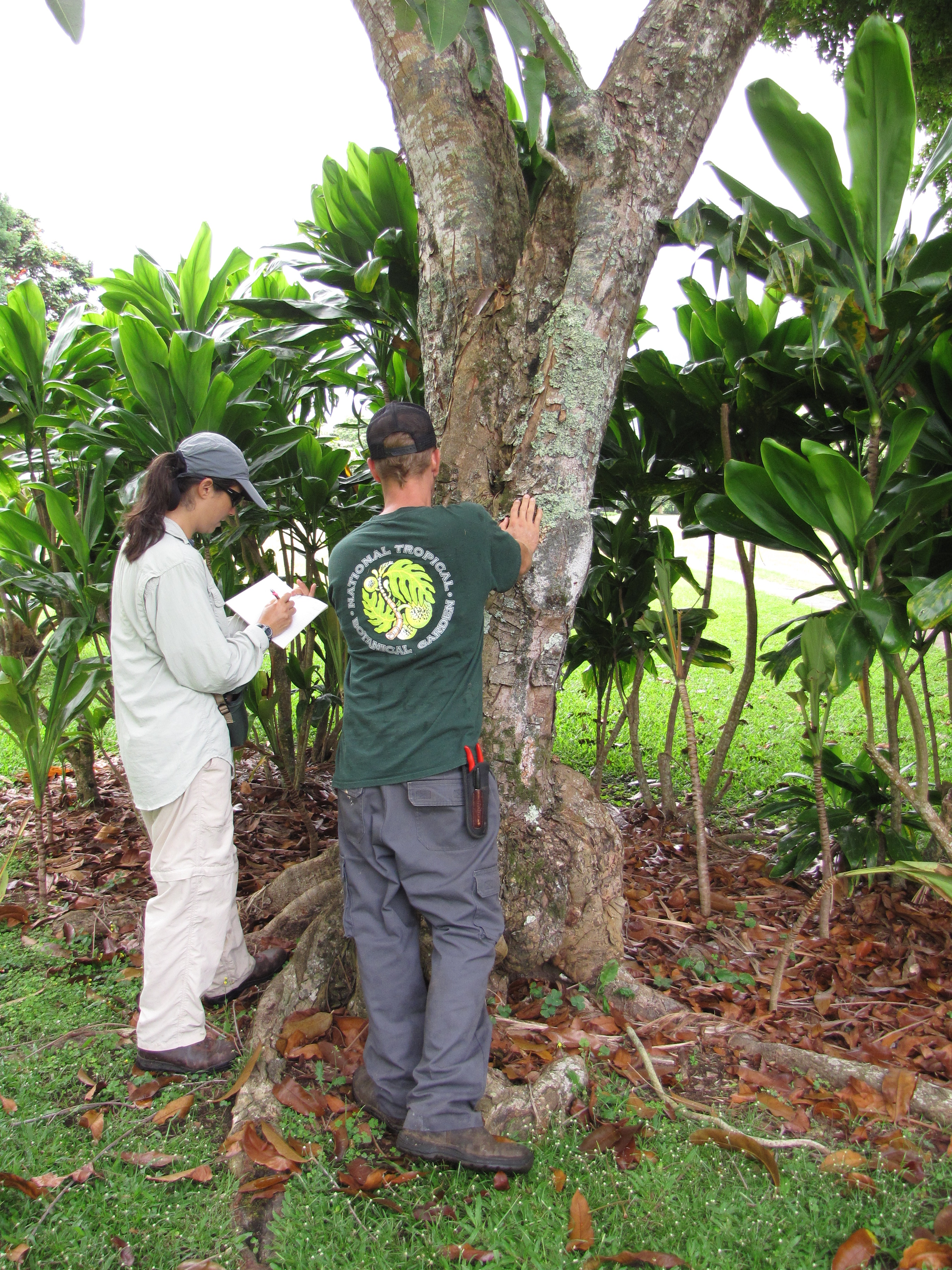
Tronc de Carapa guianensis
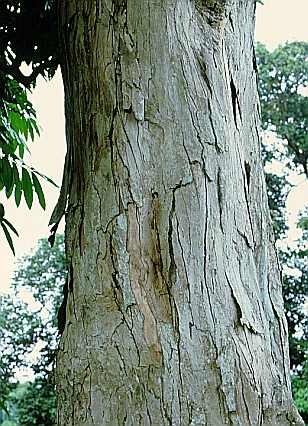
Écorce de Carapa guianensis
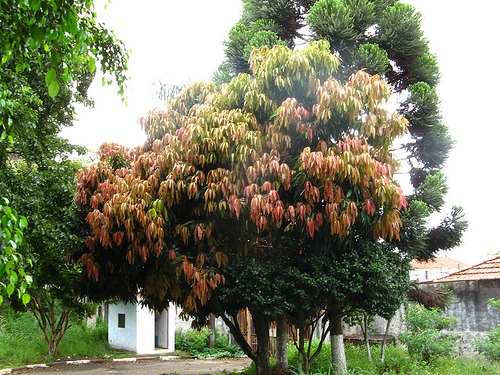
Houppier de Carapa guianensis à São Paulo (Brésil)
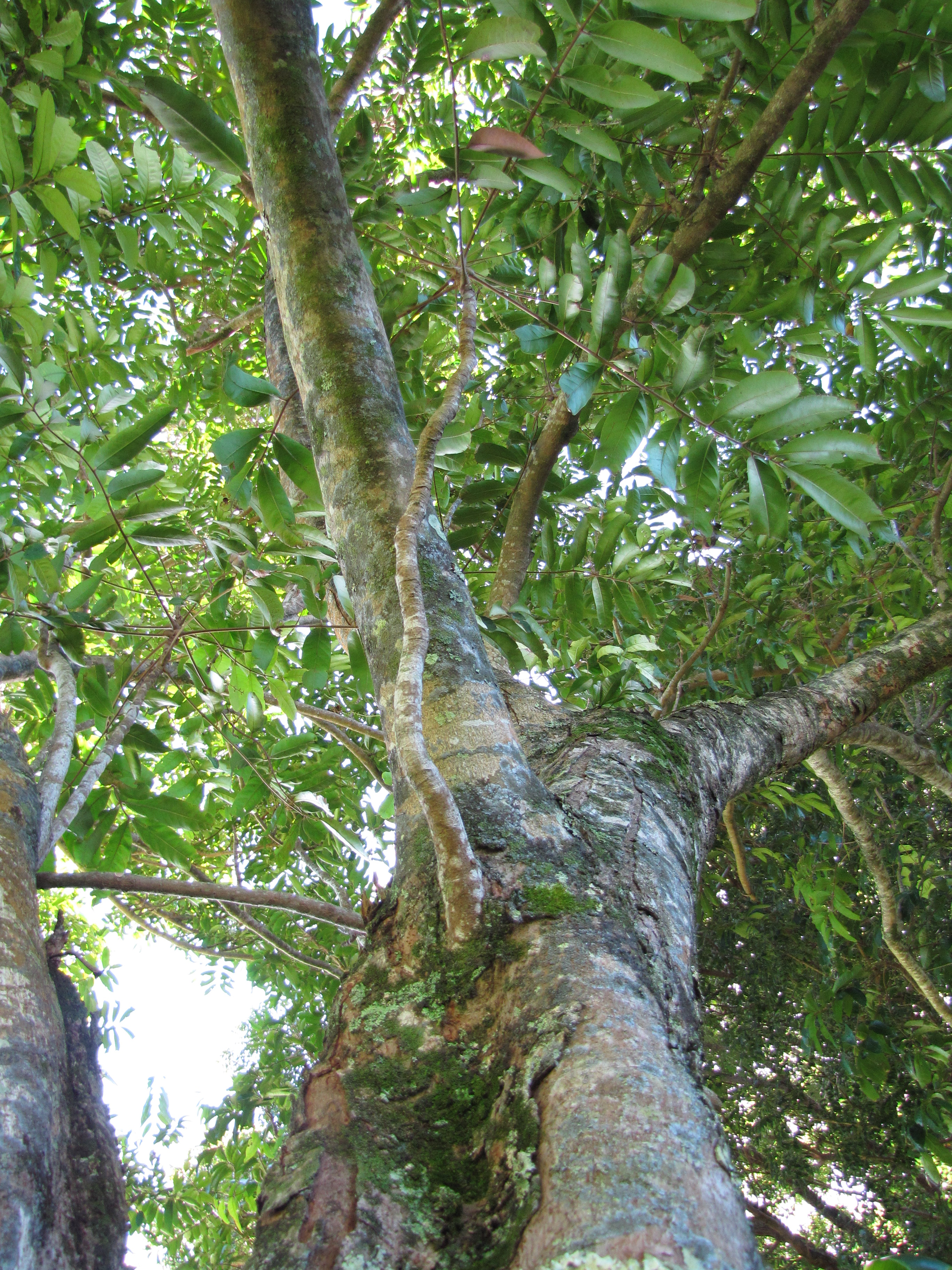
Houppier de Carapa guianensis
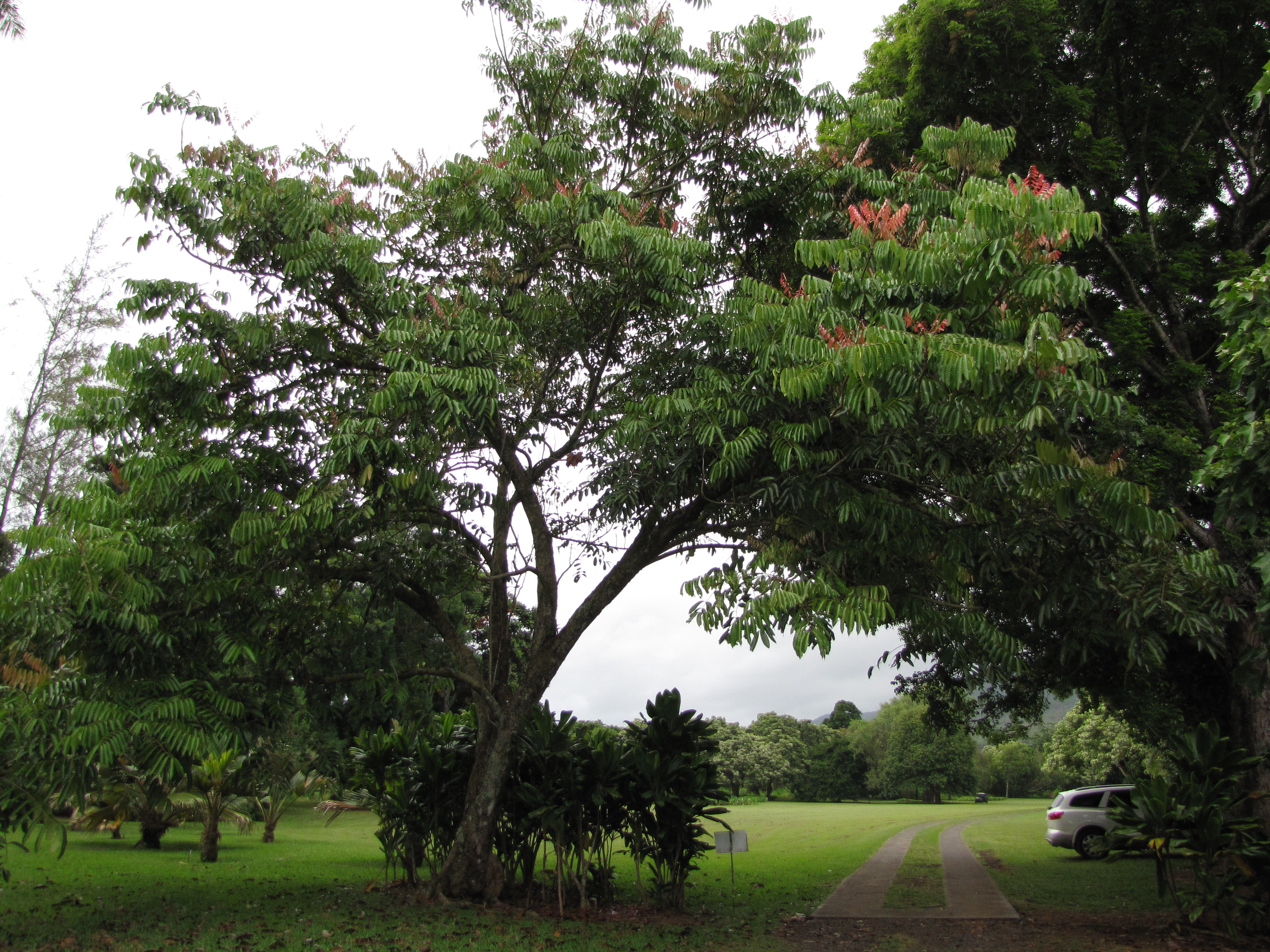
Pied (et jeune feuillage rosé) de Carapa guianensis
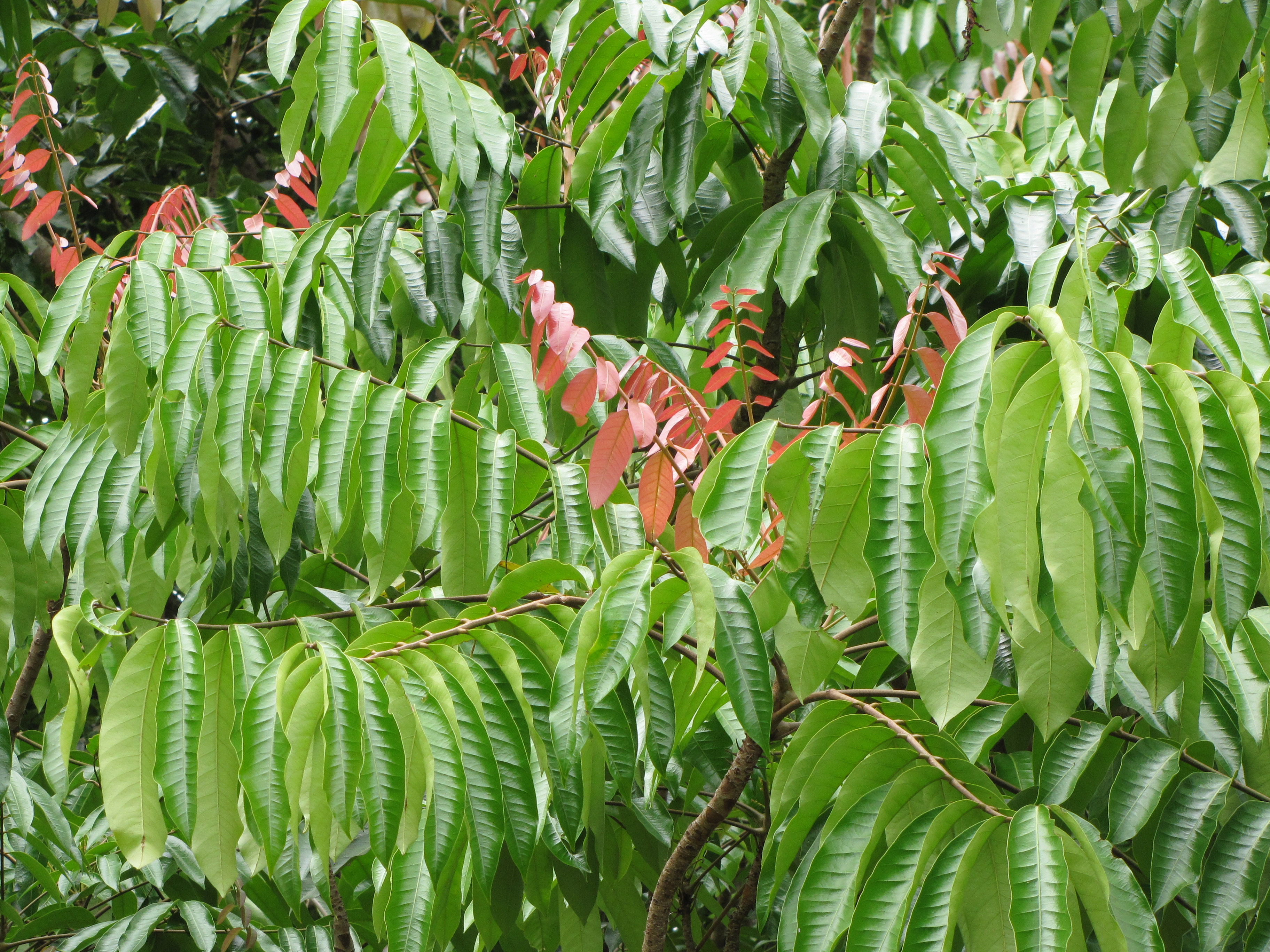
Jeune feuillage rosé de Carapa guianensis
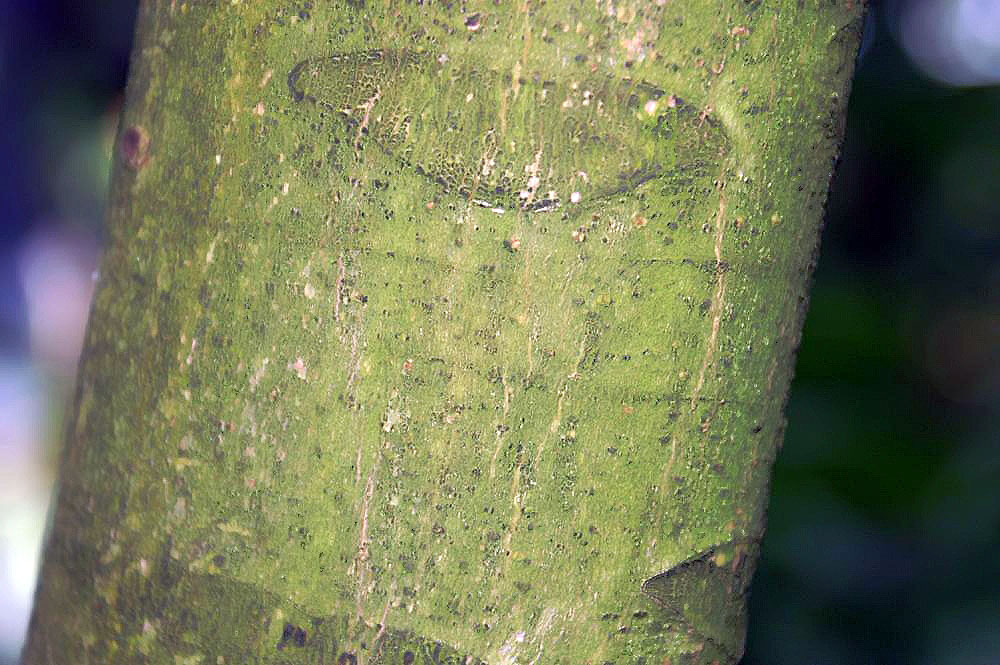
Écorce de jeune tige de Carapa guianensis
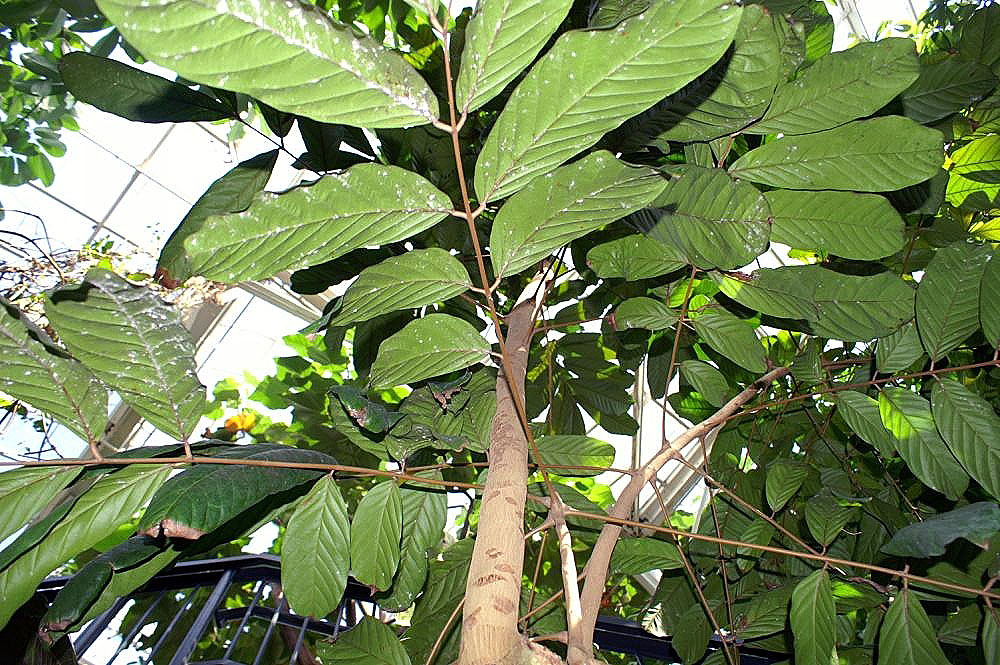
Feuillage de Carapa guianensis (face inférieure)
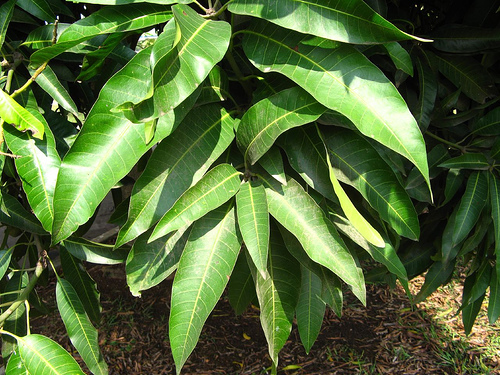
Feuilles de Carapa guianensis
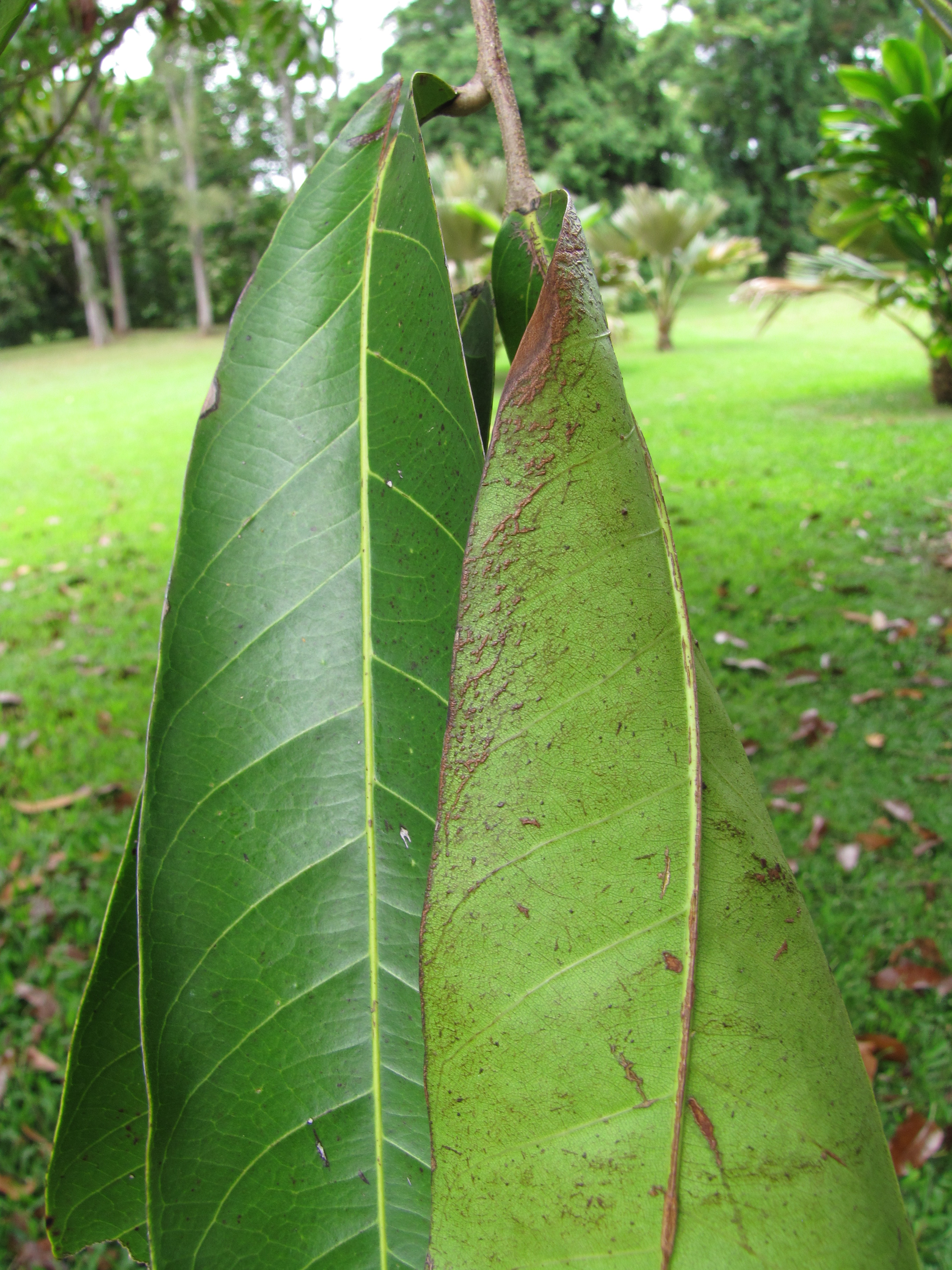
Détail de feuille de Carapa guianensis (base des folioles)
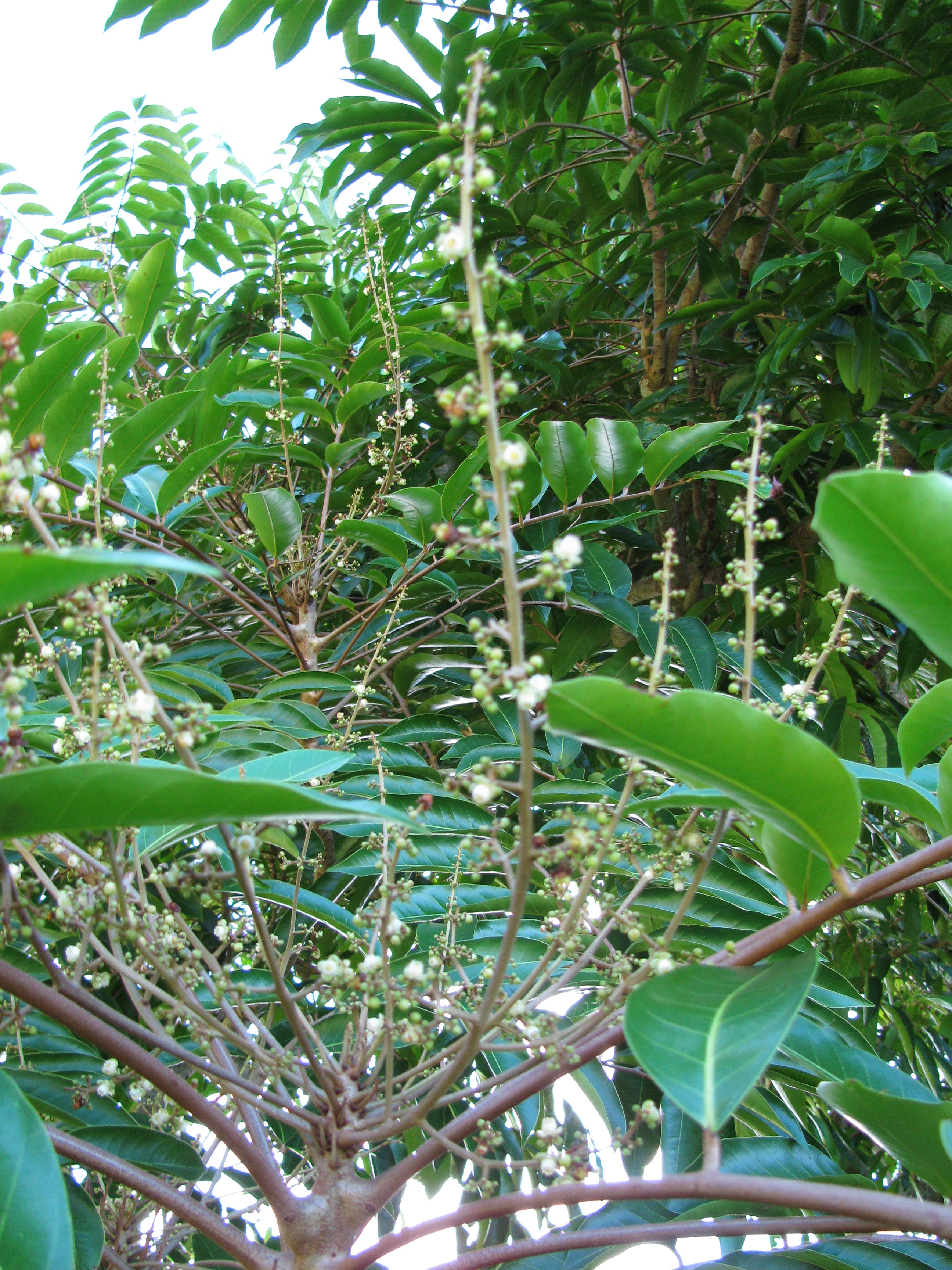
Inflorescences de Carapa guianensis
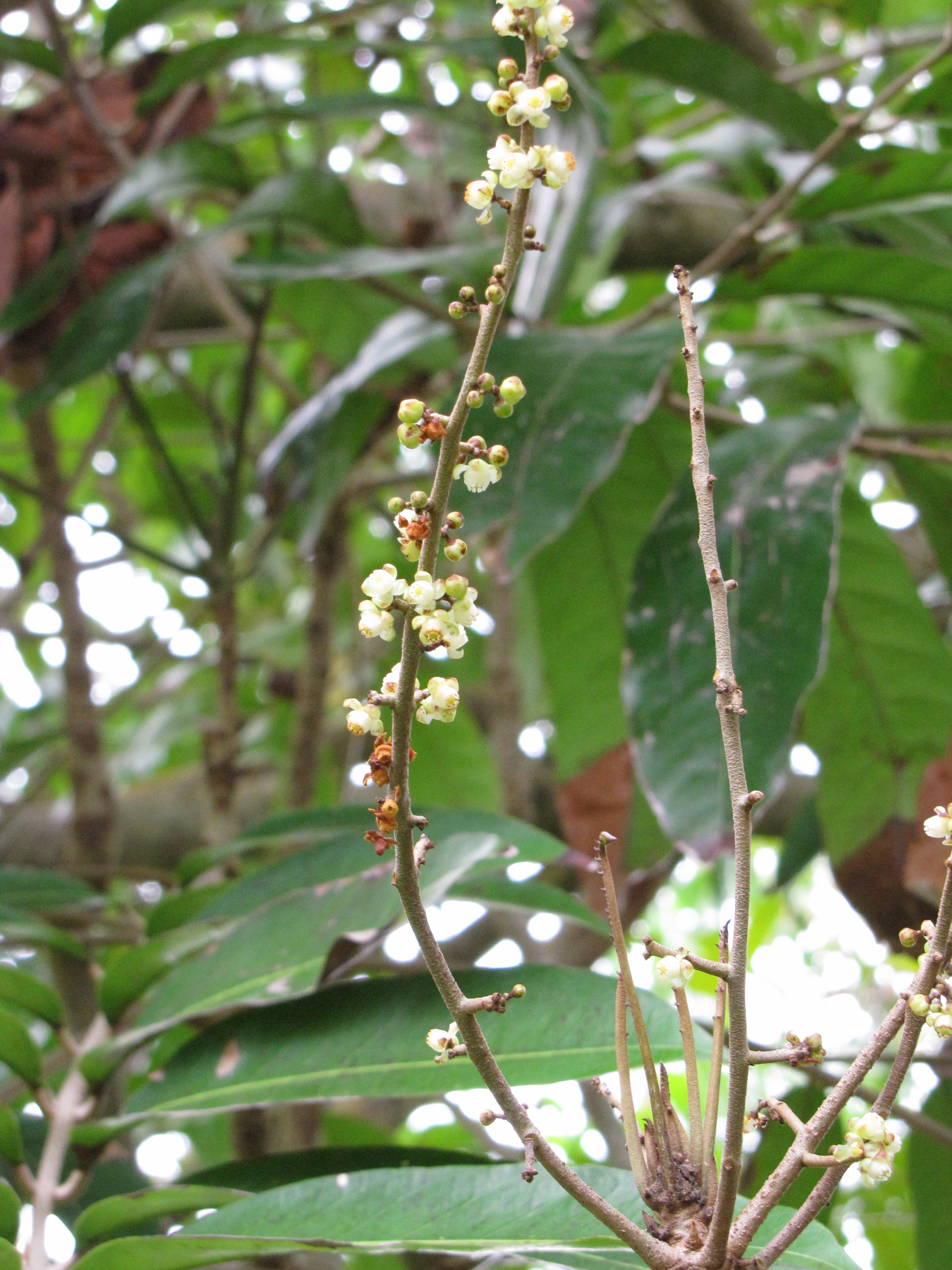
Inflorescence de Carapa guianensis
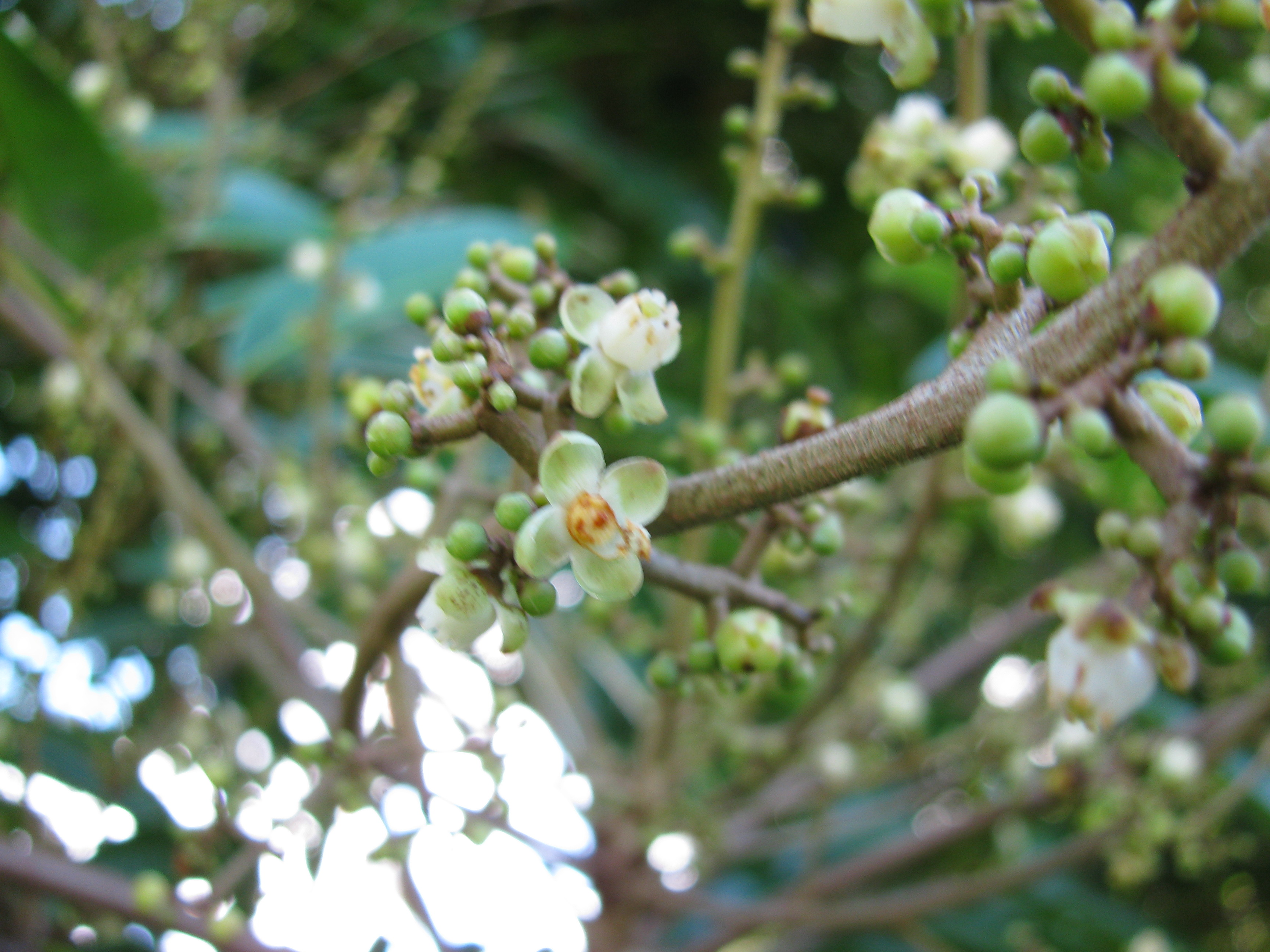
Fleurs de Carapa guianensis
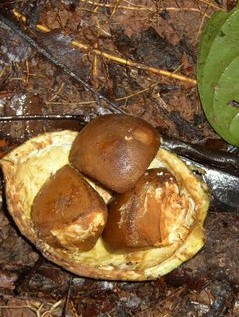
Fruit et graines de Carapa guianensis
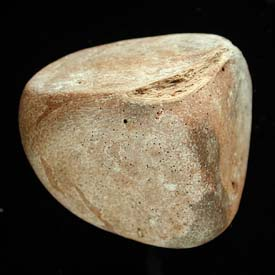
Graine de Carapa guianensis
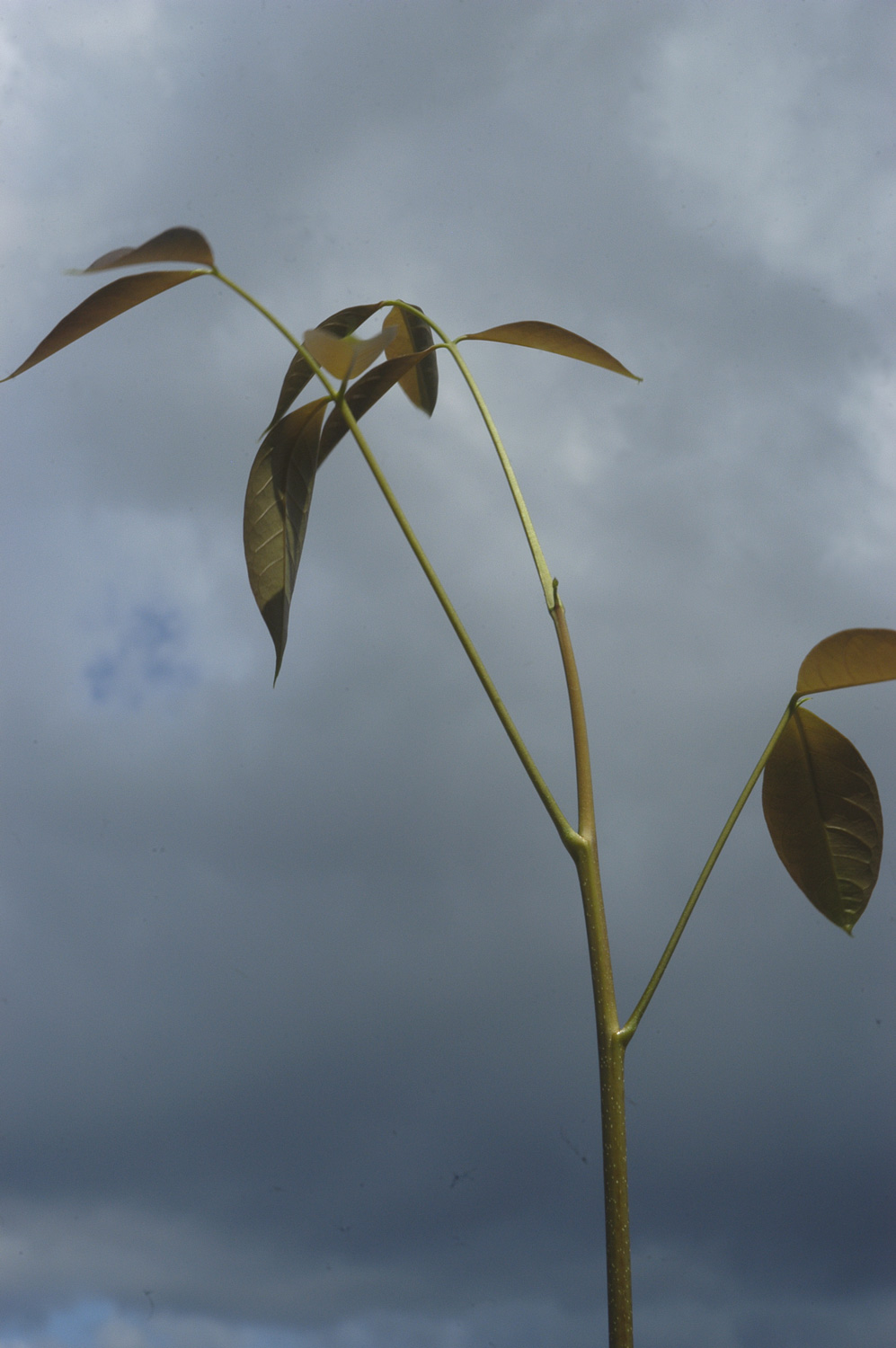
Plantule de Carapa guianensis